# Швейцар

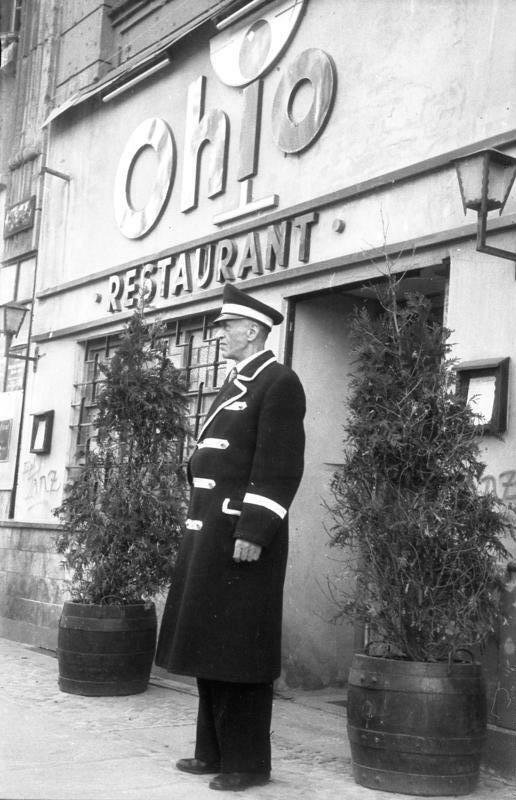
Швейцар у входа в ресторан в Берлине, Германия

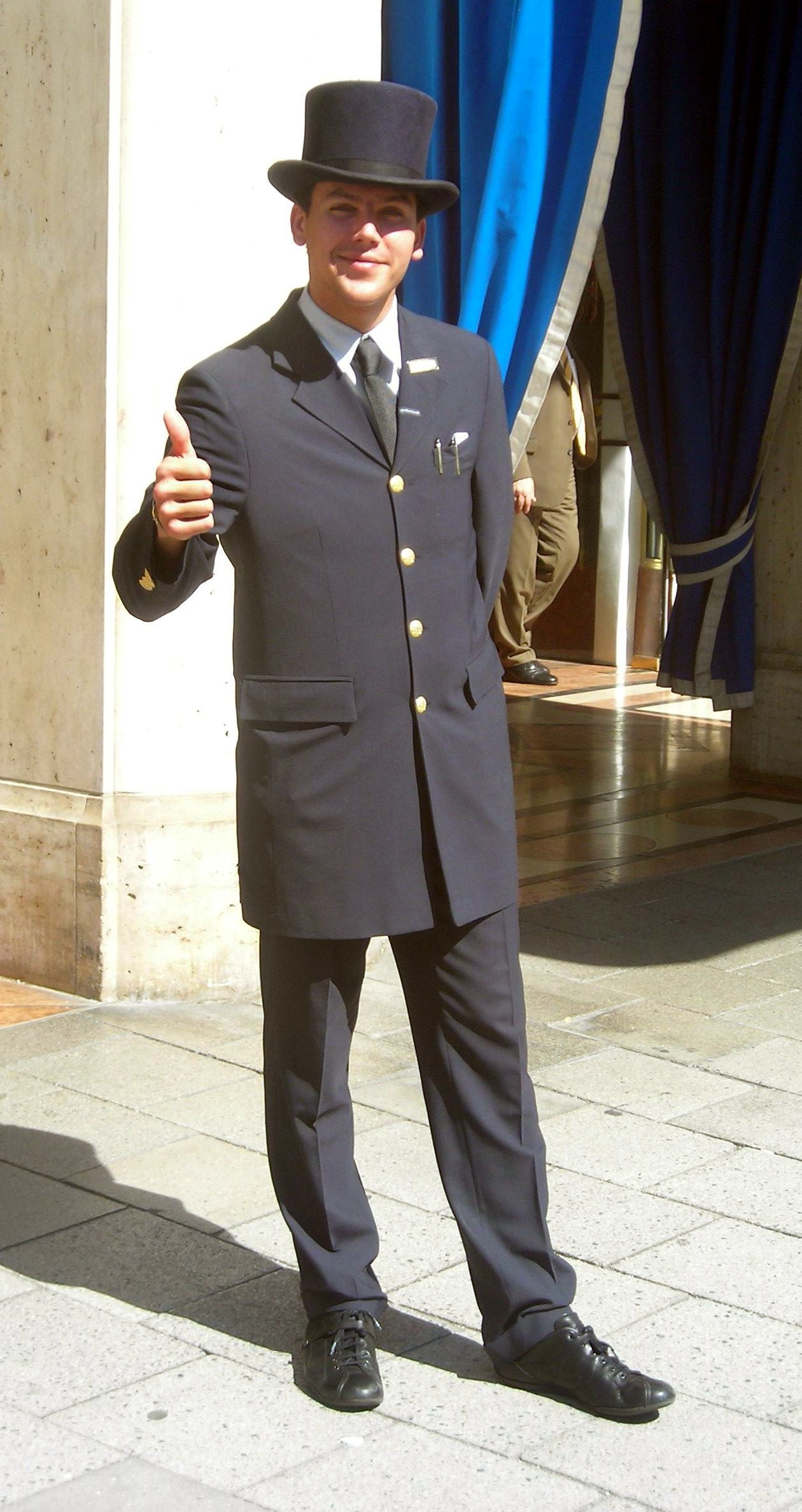
Швейцар

Швейца́р, придверник — дверь) — человек, чьей основной обязанностью является встреча посетителей у входной двери в какое-либо заведение.
Ранее швейцар — это название швейцарского наёмника (домоохранника). Происхождение слова связано со швейцарскими охранниками при европейских властителях. Сейчас швейцары, как правило, работают в дорогих ресторанах, отелях или бизнес-центрах. Швейцар в большинстве случаев одет в специальную одежду (ливрею). Историческое русское название данной должности — «придверник», а не «привратник», «(стоящий) при вратах», как думают некоторые. Название «швейцар» в России появилось позже. В большинстве европейских языков для обозначения этой профессии используются местные варианты слова «портье». Исключение составляет английский язык, где эта должность называется «дорман» (англ. doorman, «человек при двери»).

## История
История профессии восходит, по крайней мере, ко временам Плавта и Римской республики, где швейцаров называли iānitor (от лат. ianua — дверь).
В России, имперского периода, (конец XIX — начало XX века) профессия швейцара встречалась гораздо чаще, чем сегодня. Швейцары регулярно упоминаются в художественных произведениях и воспоминаниях того времени.
Швейцар в дореволюционной России был неизменным атрибутом ресторана или гостиницы среднего класса, не говоря уже о дорогих. Швейцару полагалось давать на чай, однако в целом швейцара не замечали, поэтому после Февральской революции Керенский поразил всех тем, что за руку здоровался со швейцаром. В Советском Союзе профессия швейцара искоренялась как «буржуазная», однако швейцары всё-таки существовали, в основном, в местах, ориентированных на обслуживание иностранцев.
В современной России швейцар в классическом смысле — достаточно редкая профессия, а швейцары встречаются только в заведениях премиум-класса. Во многом это связано с тем, что если до революции швейцар выполнял также функции охранника и производил проверку посетителей на входе («фейсконтроль»), то сегодня для этого существуют специальные люди.

## Современный швейцар
В Нью-Йорке швейцары и лифтёры являются членами профсоюзов. В 1991 году они организовали забастовку, а другая забастовка едва не случилась в 2006 году.

## Функции
В функции швейцара входит открытие дверей для посетителей и проверка посетителей и поставок. Также он может оказывать и другие услуги, например, он может помочь посетителю донести багаж до лифта или машины, вызвать такси. За это швейцару полагаются чаевые.

## Этимология слова «швейцар»
Слово заимствовано в русский язык в XVIII веке из немецкого, вероятно, через польский язык. нем. Schweizer (пол. szwajcar) первоначально имело значение «житель Швейцарии». Происхождение слова связано со швейцарскими гвардейцами, выполнявшими роль элитных охранных подразделений, в частности, у папы римского (существующая до сих пор Швейцарская гвардия Ватикана) и французского короля, при защите которого от восставших парижан они заслужили безупречную репутацию (см. Восстание 10 августа 1792 года). Не все, впрочем, могли себе позволить охрану из настоящих швейцарцев, поэтому значение слова постепенно трансформировалось до сегодняшнего, а термин «швейцар» из наименования этнической принадлежности стал названием профессии. Для наименования жителя Швейцарии сегодня в русском языке используется слово «швейцарец».